# Spessart (Brohltal)
Spessart település Németországban, Rajna-vidék-Pfalz tartományban. Lakosainak száma 860 fő (2023. december 31.).

## Népesség
A település népességének változása:
| Lakosok száma | 651  | 772  | 786  | 833  | 858  | 860  |
|               | 1975 | 2017 | 2019 | 2021 | 2022 | 2023 |